# Magog (plaats)
Magog is een stad in de Canadese provincie Québec.

## Demografie
In 2011 had de stad 25.358 inwoners.

## Geografie
Magog ligt aan het noordelijke uiteinde van het langgerekte Lake Memphremagog en aan de Magogrivier.

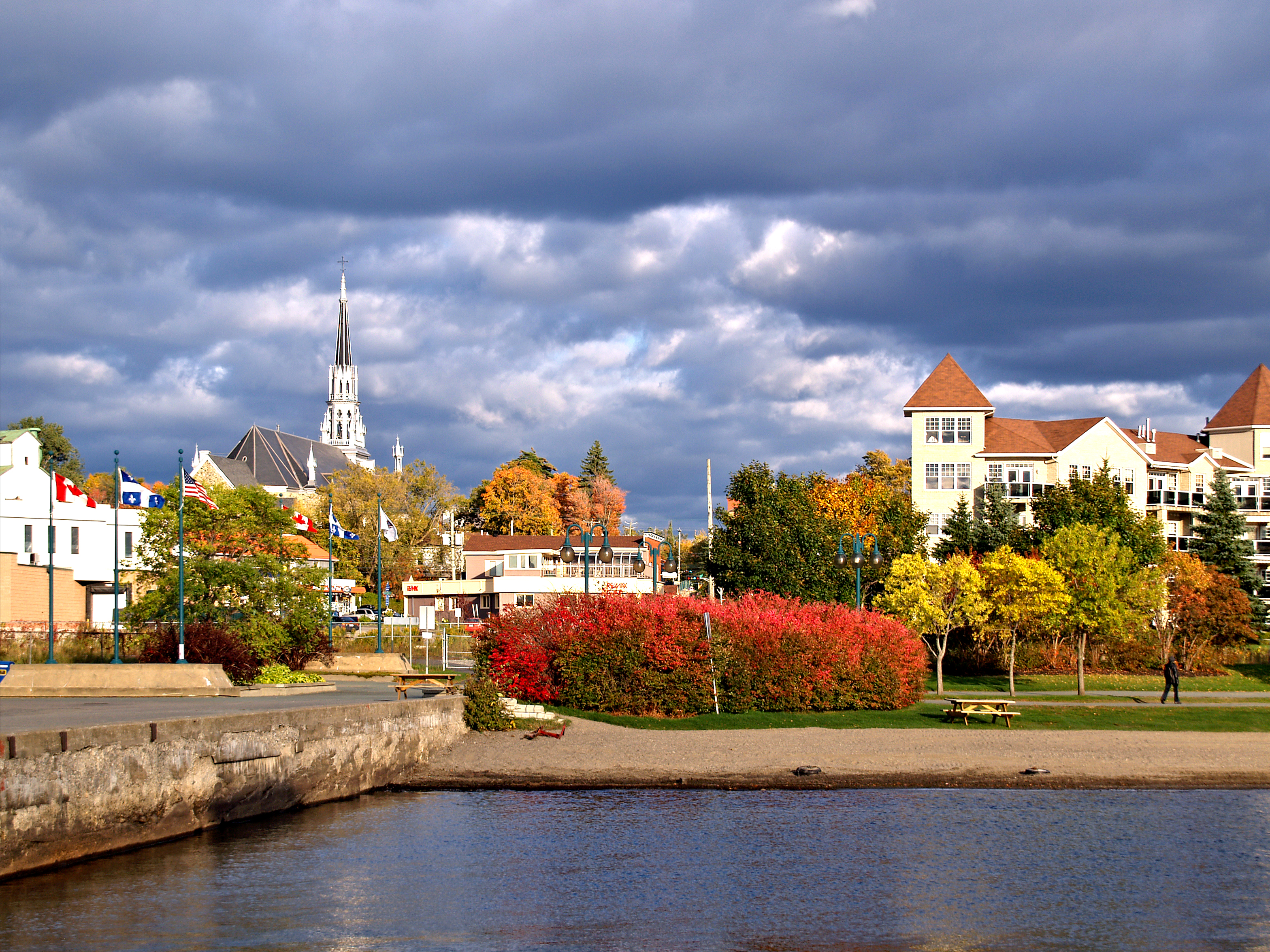
Kerk Saint-Patrice vanaf de Quai MacPherson

De Amerikaanse grens is nabij.
.

## Geschiedenis
De Abenaki waren de eerste bewoners van de streek en gaven namen aan de rivieren en meren. 

Ralph Merry wordt beschouwd als de stichter van Magog. Hij emigreerde naar Canada in 1798. Nadat hij een lot had bekomen kocht hij al de naburige loten op en werd zo eigenaar van het gehele terrein van het dorp, dat toen nog Outlet heette. Hij speelde een grote rol in de ontwikkeling ervan. Hij was burgemeester, vrederechter, landbouwer en industrieel. Het huis dat hij in 1821 voor zich bouwde bestaat nog steeds en is nu als Maison Merry een herdenkingsplaats.

De naam Magog wordt pas sinds 1855 gebruikt.

Sinds eind 19e eeuw en tot de jaren 1960 werd de plaats gedomineerd door de textielfabriek. Daarna werd gediversifieerd onder andere door het toerisme.

## Taal
Hoewel van oorsprong een Engels dorp is een overgrote meerderheid van de bevolking Franstalig. Dit heeft te maken met de toevloed van Franstalige arbeiders voor de fabriek in de tweede helft van de 19e eeuw.